# Irving Saraf
Irving Saraf (* 7. Juli 1932 in Polen; † 26. Dezember 2012 in San Francisco, Kalifornien) war ein Filmregisseur, Filmproduzent, Kameramann und Filmeditor.

## Leben
Saraf wuchs in Israel auf und wanderte 1952 in die USA aus. Er studierte Film an der UCLA, die er mit dem Bachelor of Arts abschloss. Mitte der 1960er Jahre begann er Filme zu drehen, wobei er nicht selten in Personalunion die Regie, Kamera, Produktion und Schnitt übernahm. In den 1970er Jahren arbeitete er für die Filmproduktionsfirma von Saul Zaentz, wo er die Postproduktion von Einer flog über das Kuckucksnest leitete. 1992 wurde er für den Dokumentarfilm Im Schatten der Stars mit dem Oscar ausgezeichnet. Drei Jahre später erhielt er für Gespräche mit verrückten Frauen einen Emmy.
Saraf war Mitglied der Academy of Motion Picture Arts and Sciences und lehrte einige Jahre als Professor an der San Francisco State University.
Saraf starb im Alter von 80 Jahren, nachdem er drei Jahre lang an ALS gelitten hatte. Er war in zweiter Ehe verheiratet mit der Filmemacherin Allie Light. Sein Sohn ist der Filmproduzent Peter Saraf.

## Filmografie (Auswahl)

### Produktion
- 1994: Gespräche mit verrückten Frauen (Dialogues with Madwomen) (auch Schnitt und Kamera)
- 2009: Empress Hotel

### Regie
- 1965: Poland, Communism’s New Look (auch Kamera, Produktion und Schnitt)
- 1971: Fear (auch Produktion und Schnitt)
- 1991: Im Schatten der Stars (In the Shadow of the Stars) (auch Produktion und Schnitt)
- 1997: Rachel’s Daughters: Searching for the Causes of Breast Cancer (auch Kamera, Produktion und Schnitt)
- 2000: Blind Spot: Murder by Women (auch Kamera, Produktion und Schnitt)
- 2004: An Iraqi Lullaby for Children Who Are About to Die (auch Produktion und Schnitt)
- 2006: The Sermons of Sister Jane: Believing the Unbelievable (auch Produktion)

### Schnitt
- 1963: Louisiana Diary, Voter Registration Drive (auch Kamera)
- 1971: Fidel (auch Kamera)
- 1980: Battle of Westlands
- 1980: Death and Dying
- 1985: Die Mütter der Plaza del Mayo (Las madres de la Plaza de Mayo)
- 2001: Desert Dogs

## Auszeichnungen
- 1992: Oscar in der Kategorie Bester Dokumentarfilm für Im Schatten der Stars zusammen mit Allie Light
- 1995: News & Documentary Emmy Award für Gespräche mit verrückten Frauen